# Kileskus
Kileskus é um gênero de dinossauro tiranossauróide do período Jurássico Médio da Rússia e China. A espécie-tipo é denominada Kileskus aristotocus. É conhecido apenas por material fragmentário, assemelhando-se ao Proceratosaurus. Media, provavelmente, 3 metros de comprimento e 22 a 45 kg.

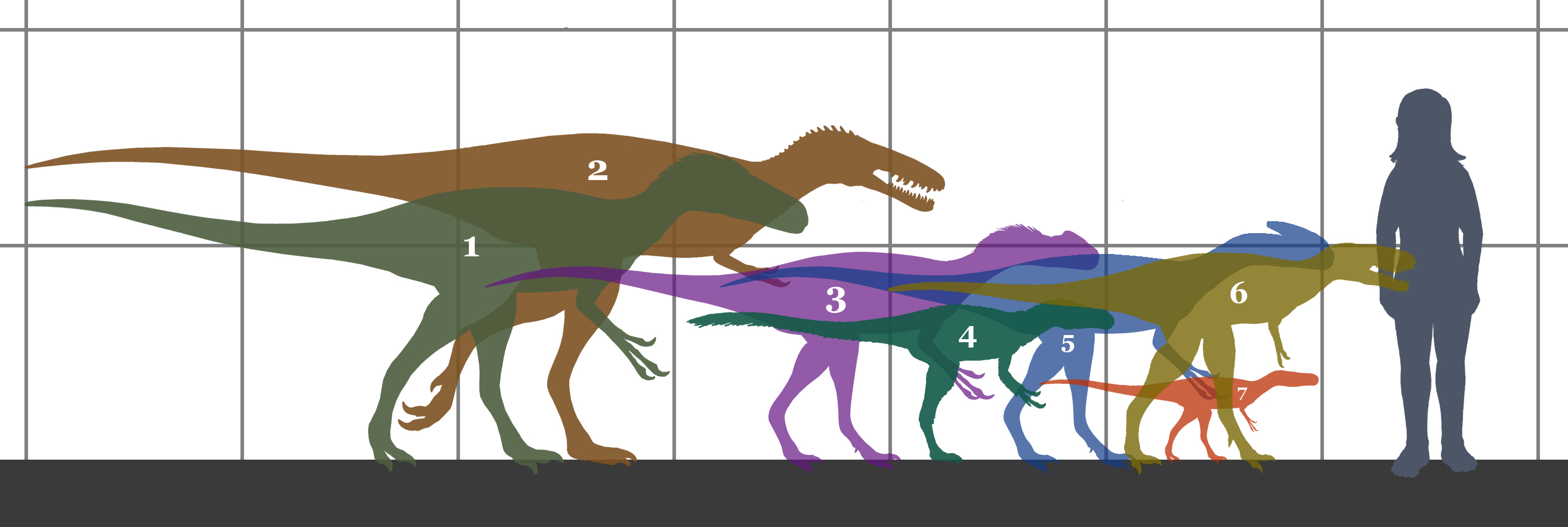
Tamanho de alguns tiranossauróides. Kileskus em roxo